# Pali (Lalitpur)
Pali es un pueblo y nagar Panchayat situado en el distrito de Lalitpur en el estado de Uttar Pradesh (India). Su población es de 9267 habitantes (2011). 

## Demografía
Según el censo de 2011 la población de Pali era de 9267 habitantes, de los cuales 4830 eran hombres y 4437 eran mujeres. Pali tiene una tasa media de alfabetización del 70,77%, superior a la media estatal del 67,68%: la alfabetización masculina es del 81,65%, y la alfabetización femenina del 59,06%.